# Refraktometrie

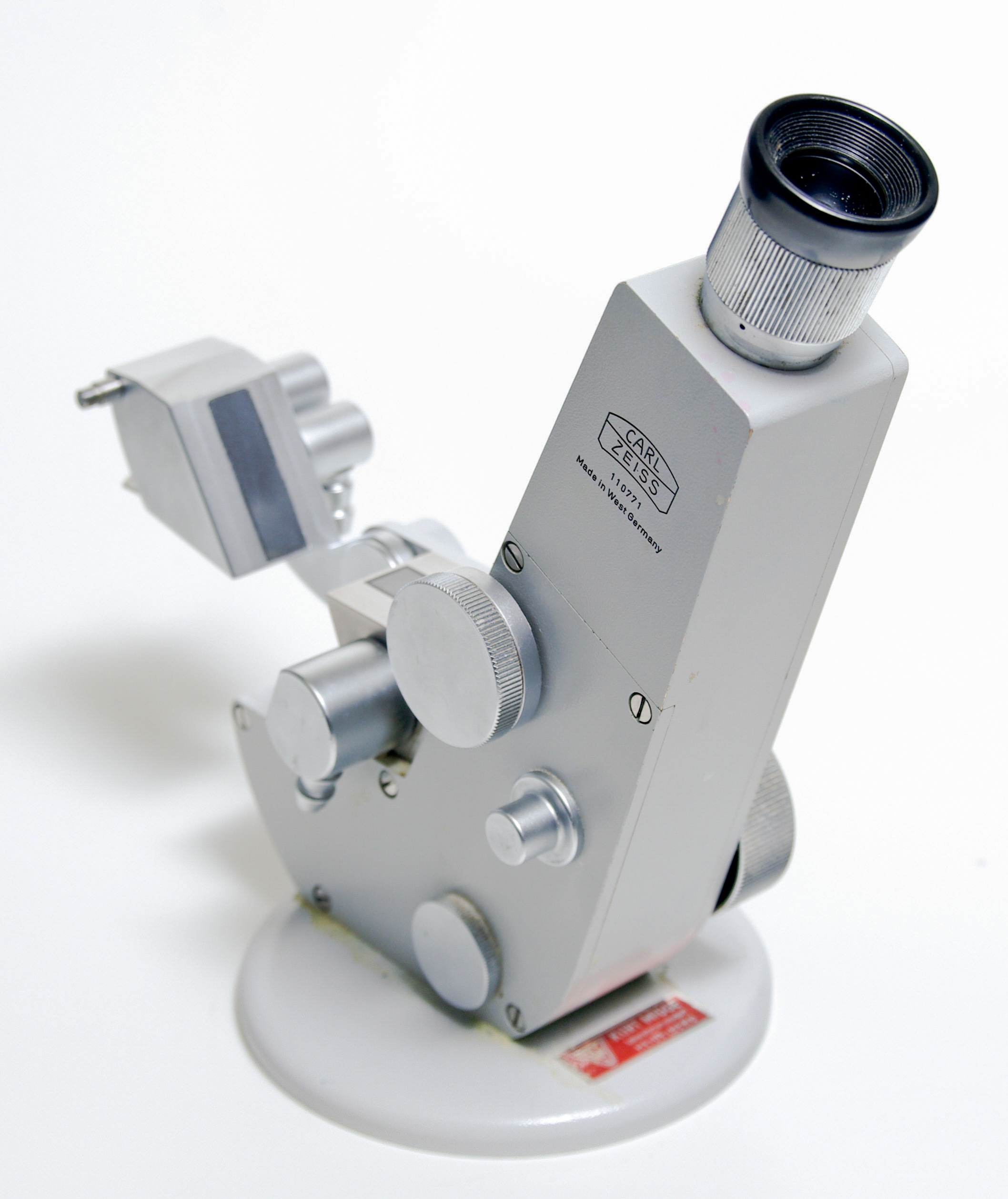
Refraktometr připravený k použití

Refraktometrie je optická metoda analytické chemie, založená na měření indexu lomu světla.

## Index lomu
Dopadne-li paprsek světla na rozhraní dvou fází, může se buď odrazit (tzv. reflexe), nebo zlomit (tzv. refrakce). Úhly dopadu, odrazu i lomu se měří mezi paprskem a kolmicí spuštěnou na fázové rozhraní.
Paprsek se láme v důsledku rozdílné rychlosti světla v obou fázích. Pokud paprsek dopadá do fáze, ve které je rychlost světla nižší oproti původní fázi, je úhel lomu menší než úhel odrazu (tzv. lom ke kolmici), v opačném případě nastává lom od kolmice.
Index lomu je poměr rychlosti světla ve fázích, kterými světlo prochází. Aby bylo možné porovnávat látky podle jejich indexu lomu, volí se shodné prostředí, ze kterého paprsek dopadá (ideálním prostředí je vakuum, v praxi se používá vzduch).
Průchod světla rozhraním dvou prostředí o indexech lomu n1 a n2 se řídí Snellovým zákonem:
{\displaystyle {\frac {sin\alpha }{sin\beta }}={\frac {n_{2}}{n_{1}}}}
α – úhel dopadu
β – úhel lomu
Vzhledem k tomu, že relativní index lomu vzduchu je roven 1, vztah se používá ve zkrácené formě:
{\displaystyle {\frac {sin\alpha }{sin\beta }}=n}

## Refraktometry
Refraktometr je přístroj pro měření indexu lomu. Jejich principem je zjišťování mezního úhlu lomu (βmax), což je maximální možný úhel lomu, jestliže se úhel dopadu limitně přiblíží 90°. Při dopadu světla např. z horního levého kvadrantu do místa průniku kolmice s fázovým rozhraním, dopadá jen do části pravého dolního kvadrantu vymezeného kolmicí a maximálním úhlem lomu. Rozhraní mezi osvětlenou a neosvětlenou částí je sledováno v dalekohledu refraktometru – po nastavení zorného pole přesně na střed lze na stupnici odečíst index lomu.
Nejčastěji používaný je univerzální Abbeho refraktometr, nazývaný též suchý, protože k měření stačí pouze kapka vzorku, která se kápne mezi dva hranoly. Kromě něj existuje ještě ponorný refraktometr.